# Танегасіма
Танегасіма або Острів Тане́ (яп. 種子島, たねがしま, «Насінний острів») — острів на півдні Японського архіпелагу. Розташований на південь від Кюсю, на межі Тихого океану та Східнокитайського моря. Належить до префектури Каґосіма, Японія.

## Короткі відомості

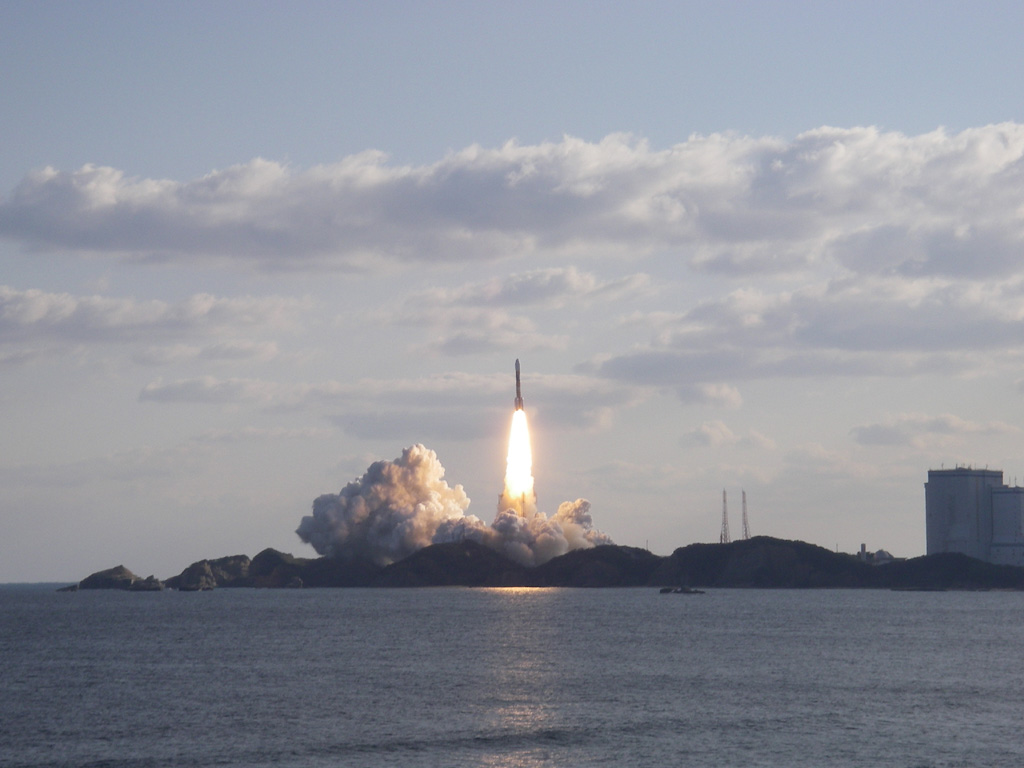
Ракета-носій H-IIA F11 під час старту з Космічного центру Танегасіма

Танегасіма розташована за 35 км на південь від півострова Осумі острова Кюсю. Її протяжність з півночі на південь становить 58 км, з заходу на схід — 7 км. Разом із сусідніми островами Якусіма, Кутіноерабу та Маґе, вона входить до складу островів Осумі.
За формою Танегасіма нагадує витягнуте насіння рису. Найвища точка острова — 282 м. Рельєф Танегасіми переважно низиний. Острів має площу близько 447 км². Його східна частина крута і скеляста, а західна — полога, вкрита піщаними пляжами.
Середньомісячна температура Танегасіми вище 10 °C, а середня річна кількість опадів — 2700 мм. Фауна острова представлена субтропічними рослинами, а також сільськогосподарськими культурами такими як батат, тютюн, арахіс, горох, мандарин тощо. Прибережні води багаті на різні види креветок та риб.
Адміністративно Танегасіма поділена між 3 муніципалітетами. Північ острова займає місто Нісіноомоте, середню частину — містечко Нака-Тане, а південну — Мінамі-Тане. Обидва містечка складають повіт Кумаґею.
У стародавні часи Танегасіма була окремою провінцією держави Ямато, але у 8-му столітті була приєднана до провінції Осумі. Протягом XII—XIX століть островом керували представники роду Танегасіма, які були васалами сусіднього роду Сімадзу, володарів Кагосіми. 1543-го року на Танегасімі висадились перші європейці — португальці, які познайомили місцевих жителів із вогнепальною зброєю. Завдяки цьому в Японії останню часто називали за назвою острова «Танегасіма».
З 1969-го року на Танегасімі діє однойменний космічний центр. На честь острова названо астероїд 8866 Танегасіма.